# Tres Valles
Tres Valles è una municipalità dello stato di Veracruz, nel Messico centrale, il cui capoluogo è la località omonima.
Conta 45 095 abitanti (2010) e ha una estensione di 378,1 km². 	 	
Il significato del nome della località in lingua nahuatl è  .